# أفضل هداف دولي في العالم 2009
أصدر الإتحاد الدولي للتأريخ والإحصاء عن قائمة الهدافين لعام 2009 ، وتصدر مهاجم المنتخب الياباني شينجي أوكازاكي قائمة هدافي 2009 بعد أن أحرز 15 هدفاً في هذا الموسم على المستوى الدولي متساوياً مع المهاجم الإيفواري ديديه دروغبا والجزائري عبد المالك زياية.
وكان قد بدأ أوكازاكي مسلسل أهدافه الدولية لعام 2009 من شهر يناير عندما تمكن من إحراز الهدف الأول للمنتخب الياباني في مرمى منتخب اليمن والتي انتهت بفوز اليابان بنتيجة { 2 - 1 } في إطار تصفيات كأس أمم آسيا 2011 .

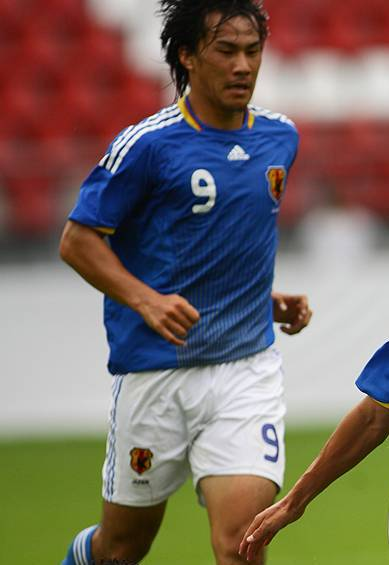
شينجي أوكازاكي هداف العالم لعام 2009

| التصنيف | لاعب             | البلد           | الإجمالي | أهدافه مع المنتخب | أهدافه مع الأندية | النادي               |
| ------- | ---------------- | --------------- | -------- | ----------------- | ----------------- | -------------------- |
| 1       | شينجي أوكازاكي   | اليابان         | 15       | 15                | 0                 | شيميزو إس بولس       |
| 2       | ديديه دروغبا     | كوت ديفوار      | 15       | 8                 | 7                 | تشلسي                |
| 3       | عبد المالك زياية | الجزائر         | 15       | 0                 | 15                | وفاق سطيف            |
| 4       | دافيد فيا        | إسبانيا         | 14       | 11                | 3                 | فالنسيا              |
| 5       | كارلوس بافون     | هندوراس         | 14       | 9                 | 5                 | ريال إسبانيا         |
| 6       | لويس فابيانو     | البرازيل        | 13       | 11                | 2                 | إشبيلية              |
| 7       | مريشو Ngassa     | تنزانيا         | 13       | 8                 | 5                 | يانغ أفريكانس        |
| 8       | ديوكو كالويتوكا  | الكونغو         | 13       | 5                 | 8                 | تي. بي. مازيمبي      |
| 9       | إدين دزيكو       | البوسنة والهرسك | 12       | 8                 | 4                 | فولفسبورغ            |
| 10      | ميلان باروش      | التشيك          | 12       | 6                 | 6                 | غلطة سراي            |
| 11      | برايان           | أوغندا          | 12       | 6                 | 6                 | كامبالا سيتي كاونسيل |

## مواضيع ذات صلة
- أفضل هدّاف العالم
- كرة قدم
- رياضة

## وصلات خارجية
- الموقع الرسمــي